# Château de Rouville
Pour les articles homonymes, voir Rouville.
Le château de Rouville est un château français datant de la fin du XVe siècle situé sur le territoire de la commune de Malesherbes dans le département du Loiret et la région Centre-Val de Loire.

## Géographie
Le château est situé au nord du centre-ville de Malesherbes, à proximité de la route départementale 132, au lieu-dit Rouville.
Le sentier de grande randonnée (GR) 655 (Via Turonensis) et l'Essonne passent à proximité du château.

## Histoire
Le château de Rouville est édifié en 1492 par Hector de Boissy, Grand panetier du roi de France Charles VIII, sur les ruines d’une forteresse qui datait du IXe siècle,.
Vers 1580, l'édifice devient la propriété de la famille italienne de Fera-Rouville puis est racheté en 1846 par la famille d’Aboville, année durant laquelle il est restauré par les architectes Châtelain et Lavenant,.
Dès 1863, le château est rénové sous l'impulsion d'Ernest et Alphonse Gabriel d'Aboville par l'architecte Magne dans un style néorenaissance. Lors de cette restauration, les boiseries du château de Chemault sont transférées dans le château de Rouville.[réf. nécessaire]
Le château, ses dépendances et le parc, font l’objet d’une inscription au titre des monuments historiques depuis le 30 août 2001.